# Полет 911 на БОЕК
Полет 911 на БОЕК е околосветски пътнически полет от летище „Хийтроу“, Лондон, Великобритания, до международното летище Кай Так, Хонконг, с междинни кацания в Монреал, Сан Франциско, Хонолулу, Фукуока и Токио, управляван от „Бритиш Оувърсийз Еъруейс Корпорейшън“ (БОЕК). На 5 март 1966 г. самолетът „Боинг 707-436“, който изпълнява полета, се разпада във въздуха малко след излитане от летище Ханеда, Токио и се разбива близо до планината Фуджи. В катастрофата загиват всички 113 пътници и 11 членове на екипажа на борда.
Докладът от разследването заключава, че самолетът се разбива в резултат на срещата си с „необичайно силна турбуленция над град Готемба, която е наложила порив на натоварване, значително надвишаващ проектната граница“. Той също така посочва, че „не е неразумно да се предположи, че в деня на инцидента в подветрената част на планината Фуджи е имало мощни планински вълни, както в случая с планински вълни, образувани от разширени хребети, и че разрушаването на вълните доведоха до турбуленция в малък мащаб, чиято интензивност можеше да стане сериозна или екстремна за кратък период от време“.
Тази катастрофа е една от петте фатални самолетни катастрофи (четири търговски и една военна) в Япония през 1966 г. и се случва по-малко от 24 часа след като самолетът при полет 402 на „Кънейдиън Пасифик Еър Лайнс“ се разбива и изгаря при кацане в Ханеда. Филмови кадри показват как машината при полет 911 рулира покрай канадския самолет непосредствено преди да излети за последен път. Ефектът от тези катастрофи разклаща общественото доверие в търговската авиация в Япония както в „Джапан Еър Лайнс“, така и в „Ол Нипон Еъруейс“ и превозвачите са принудени да съкратят някои вътрешни услуги поради намаленото търсене.
Жертвите включват американски граждани, сред които актьор, танцьор и други имитатори, както и няколко оцелели от катастрофата на самолета, който изпълнява полет 402 на „Кънейдиън Пасифик Еър Лайнс“.